# (6543) Senna
(6543) Senna est un astéroïde de la ceinture principale.

## Description
(6543) Senna est un astéroïde de la ceinture principale. Il fut découvert le 11 octobre 1985 à l'Observatoire Palomar par Carolyn S. Shoemaker et Eugene M. Shoemaker. Il présente une orbite caractérisée par un demi-grand axe de 2,28 UA, une excentricité de 0,21 et une inclinaison de 4,2° par rapport à l'écliptique.

## Compléments